# William Linn Westermann
William Linn Westermann (15 septembre 1873 - 4 octobre 1954) est un historien et papyrologue américain qui est président de la Société américaine d'histoire en 1944. Il est considéré comme un expert de l'économie du monde antique.

## Biographie
Westermann est né à Belleville, Illinois, et fréquente l'Université du Nebraska et l'Université de Berlin. Il enseigne à l'université du Missouri de 1902 à 1906, puis part pour l'université du Minnesota. En 1908, Westermann rejoint la faculté de l'Université du Wisconsin. Il passe douze ans de sa carrière universitaire dans le Wisconsin, avant de s'installer à l'Université Cornell en 1920. Il est nommé professeur d'histoire ancienne à l'Université Columbia le 5 mars 1923. Au cours de son mandat à Columbia, Westermann acquiert une grande collection de papyrus égyptiens pour l'institution. Il prend sa retraite en 1948 pour devenir professeur invité à l'Université d'Alexandrie en Égypte.
Westermann est nommé à la Commission américaine pour négocier la paix et conseille le président Woodrow Wilson sur les événements grecs et turcs lors de la Conférence de paix de Paris de 1919. Il est membre du conseil d'administration de l'American Academy in Rome de 1922 à 1933.
Westermann est un descendant de William Tyndale et Sharon Tyndale. Il est décédé au White Plains Hospital de White Plains, New York, le 4 octobre 1954,. Sa femme, Avrina Davies Westermann, qu'il a épousée le 15 juin 1912, est décédée le 21 décembre 1960. Ils ont un fils, Evan Davies Westermann, (1914–1991) qui fréquente les écoles publiques de Scarsdale, Phillips Exeter Academy, est diplômé de l'Université Harvard et travaille pour le département du commerce de New York. Il épouse Virginia Woodworth le 4 août 1942  et a deux enfants.